# 교황 보니파시오 4세
교황 보니파시오 4세(라틴어: Bonifacius PP. IV, 이탈리아어: Papa Bonifacio IV)는 제67대 교황(재위: 608년 9월 15일 ~ 615년 5월 8일)이다.

## 생애
보니파시오 4세는 발레리아 태생의 마르시인이자 의사인 요한네스의 아들이다. 교황 보니파시오 3세가 선종한 후 이어진 10개월 간의 공석 끝에 교황으로 선출되었다. 그는 9월 15일에 주교로 성성(成聖)되었다. 그가 선종한 날짜는 615년 5월 8일이라고 전해진다.
교황 그레고리오 1세가 재임하던 시절에 그는 로마 교회의 부제로서 교회가 소유한 수익형 농지들의 행정관리 직책(dispensator)을 맡고 있었다.
609년 5월 13일 보니파시오 4세는 동로마 제국의 황제 포카스의 동의를 구하고, 로마에 있는 판테온을 기독교 성당으로 개축하도록 지시하였다. 그는 판테온 안에 있던 아그리파의 모습을 새긴 조각상과 더불어 유피테르, 베누스, 마르스 등의 고대 로마 신상들을 모조리 철거하였다. 그리고 판테온을 축성한 후에 성모 마리아와 모든 순교 성인에게 헌정하는 의식을 거행하였다. 그리고 카타콤바(지하 묘지)에 안장된 순교자들의 유해를 28개의 바구니에 나누어 담아 판테온에 설치한 중앙 제대 밑에 이장하도록 하였다. 이 사건은 로마에서 이교 사원을 기독교 성당으로 바꾼 최초의 사례였다.
보니파시오 4세가 교황으로 재위하고 있던 시기에 초대 런던의 주교 멜리토가 신생 교회인 잉글랜드 교회와 관련한 중요한 문제들을 교황과 논의하기 위해 로마를 방문하였다. 수도자들의 삶과 평화에 관한 주제로 소집된 로마 시노드에 참석한 그는 잉글랜드 교회가 준수해야 할 사항들에 대한 로마 시노드의 결정을 캔터베리 대주교 라우렌시오와 잉글랜드의 모든 사제, 켄트의 애설버트 왕과 모든 잉글랜드 백성에게 전하기 위해 다시 잉글랜드로 떠났다.
612년에서 615년까지 오늘날 이탈리아의 봄비오에 거주하던 아일랜드 선교자 골룸바노는 랑고바르드 왕국의 왕 아길루프의 요청에 따라 삼장서를 단죄한 것과 관련하여 보니파시오 4세에게 서신을 써서 보냈다. 그는 교황이 553년에 소집된 제2차 콘스탄티노폴리스 공의회를 수용했다는 이유로 이단의 혐의를 받고 있다면서 교황으로서의 정통성을 증명하기 위해서 공의회를 새로 소집해야 한다고 강력하게 촉구하였다. 그는 서신에서 다음과 같은 글을 적었다. “이 세상의 가장 먼 곳에 사는 우리 아일랜드 사람들은 성 베드로와 성 바오로 그리고 성령의 인도 아래 거룩한 법전을 기록한 제자들을 따르는 사람들입니다. 우리는 이 복음과 사도들의 가르침 이외에는 아무것도 받아들이지 않습니다. … 저는 제가 이 나라에서 성 베드로좌에 대한 나쁜 평판으로 매우 고통스럽다는 것을 고백합니다. … 로마는 위대하고 멀리까지 알려졌지만, 그것은 오직 이 베드로좌 때문에 우리에게 영광스럽고 위대한 것입니다. 교황 성하, 이리에 맞서 성하의 양떼 앞에 서서 교회의 평화를 지켜 주십시오.”
보니파시오 4세는 자신의 개인 저택을 수도원으로 바꾼 후에 그곳에 들어가 살다가 선종하였다. 그의 시신은 성 베드로 대성전의 주랑 현관에 안장되었다. 그의 유해는 10세기와 11세기 그리고 교황 보니파시오 8세에 의해 13세기 말엽 등 총 세 차례 이장되다가 1603년 10월 21일 최종적으로 성 베드로 대성전에 다시 안장되었다.
사후 성인으로 시성되었으며, 축일은 5월 8일이다.